# Lémur (mitología)
Lémures (lemures) fueron en la mitología romana los espectros o espíritus de la muerte, que los romanos creían que volvían de la tumba para atacar a los vivos. Muchas veces eran confundidos con las larvas, con las que tienen rasgos en común. Los escritores describen a los lémures en general como espíritus de la muerte.

## Descripción
Ovidio escribía sobre ellos diciendo que eran encargos, potencialmente vengativos espíritus de ultramundo relacionados con los antepasados (parientes). Según él los ritos relacionados con su culto estaban ligados a una religión arcaica, más cercana a la magia que el resto de cultos de los dioses de la mitología romana. Cuatro siglos más tarde san Agustín juntaba lemuras y larvae dentro de una misma categoría: espíritus malignos de los manes que tenían por objetivo aterrorizar a los vivos, y los contraponía a los lares, espíritus buenos de los antepasados.
Los Lémures no tenían forma y ocupaban una posición límite entre dos mundos: el de los vivos y el de los muertos. Se les creía los causantes de la sensación de miedo que puede ir atada a la oscuridad.

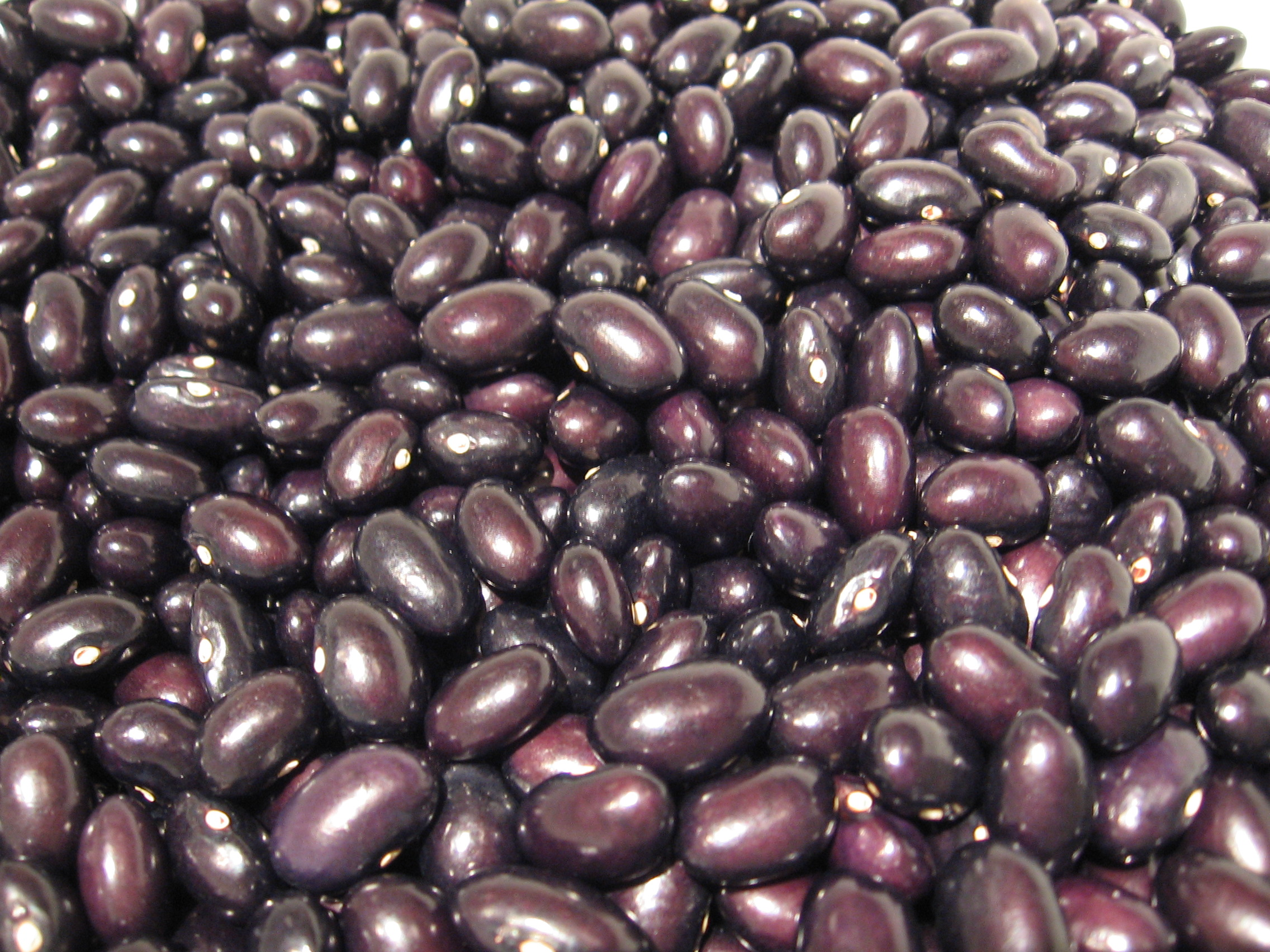
El frijol negro, relacionado con los lémures

## Culto
Durante la República y la Roma Imperial se instituyó una fiesta, la Lemuralia para asustar a los Lémures. Los días 9, 11 y 13 de mayo estaban dedicados a aplacar la ira de los lémures que rodeaban en las casas. El cabeza de familia ( paterfamilias ) se levantaba a medianoche y lanzaba frijoles a sus espaldas sin volver la mirada atrás, en la creencia de que esto sería una comida deliciosa para los lémures. El color apropiado era el negro, o frijoles de piel oscura por tratarse de deidades ctónicas . William Warde Fowler interpreta el ofrecimiento de frijoles como una ofrenda de vida y señala que era un ritual demasiado impuro para que se encargaran los sacerdotes. Los lémures eran a la vez temidos y temibles : si se sentían insatisfechos con la ofrenda de los frijoles podían expresar su mal humor dando un golpe en los utensilios de cocina o tumbando en el suelo algo con gran estruendo.

## Fuera de la cultura romana
Fuera del ámbito de la mitología romana, los lemus sirvieron de inspiración al naturalista Carl von Linné para poner nombre a una especie dentro de la familia de los primates, los Lemuroideos . Según él escogió ese nombre porque son animales de actividad nocturna y movimientos lentos; todo ello atributos de los lémures mitológicos que él había leído en escritos de Virgilio y de Ovidio. Sin embargo es falso la creencia de que los chillidos de estos animales o de que su mirada que algunos califican de fantasmagórica, le hubiera llevado a darles ese nombre.
En la obra de Goethe, Fausto, aparece un corazón de lémures enviados por Mefistófeles para hacer la tumba de Fausto.